# Balj ibn Bishr al-Qushayri
Balj ibn Bishr al-Qushayri (Arabisch: بلج بن بشر القشيري) (geboortedatum onbekend - overleden Aqua Portora, 7 augustus 742) was wāli van Ifriqiyah in 741 en van Al-Andalus in 742. Hij was afkomstig uit Syrië.
Hij arriveerde in 741 in Noord-Afrika onder Kulthum ibn Iyad al-Qasi en 
Thalaba ibn Salama al-Amili met een Omajjaden leger van 30.000 man om een grote Berber opstand te onderdrukken. De Omajjaden verloren van de Berbers onder Khalid ibn Humayd al-Zanati in de Slag bij Badkura bij de rivier Wadi Sabu in het noorden van Marokko. In deze slag stierf Kulthum en werd zijn neef, Ibn Bishr, de nieuwe wāli van Ifriqiyah. 
Hij week daarna met 10.000 man uit naar Ceuta en verzocht om hulp van de wāli van Al-Andalus, Abd al-Malik ibn Qatan al-Fihri, om over te kunnen steken naar het Iberisch Schiereiland. Toen Abd al-Malik van zijn aankomst bij Algeciras hoorde trok deze laatste naar de omgeving van Shadhuna (Medina-Sidonia) maar werd daar in de Slag bij Wadi al-Fath (bij de rivier de Guadalete) verslagen. Ibn Bishr achtervolgde hem daarna tot in Córdoba. In een laatste treffen werd Abd al-Malik gedood en kon hij vervolgens Córdoba binnentrekken. Het lijk van Abd al-Malik werd gruwelijk geschonden, wat er onder meer toe leidde dat de wāli van Narbonne, Abd ar-Rahman ibn Alqama al-Lakhmi naar Al-Andalus trok.
Abd ar-Rahman werd op 6 augustus 742 door Ibn Bishr in de Slag bij Aqua Portora (Aqwah Burturah), bij het dorp Espiel, verslagen. Ibn Bishr zou tijdens deze slag door een pijl van Abd ar-Rahman getroffen zijn en stierf de volgende dag aan zijn verwondingen.
Ibn Bishr werd opgevolgd door de Syrische generaal Thalaba ibn Salama al-Amili.